# 博茨瓦纳华人
博茨瓦纳华人是指在非洲国家博茨瓦纳的华侨华人，2009年时，总人数约为5至6千。主要分布在首都哈博罗内和第二大城市弗朗西斯敦。

## 华人报纸
- 《华侨周报》，2009年5月创刊

## 华人团体
- 博茨瓦纳华人华侨总商会，1998年创立